# 托马什·库哈尔斯基
托马什·库哈尔斯基（波蘭語：Tomasz Kucharski，1974年2月16日—），波兰男子赛艇运动员。他曾代表波兰参加2000年和2004年夏季奥林匹克运动会赛艇比赛，获得二枚金牌，均来自男子轻量级双人双桨项目。